# Schmiedeberg, Sachsen
Schmiedeberg är en ortsteil i staden Dippoldiswalde i Landkreis Sächsische Schweiz-Osterzgebirge i förbundslandet Sachsen i Tyskland. Schmiedeberg var en kommun fram till 1 januari 2914 när den uppgick i Dippoldiswalde. Kommunen Schmiedeberg hade 4 467 invånare 2013.